# Mantius armipotens
Mantius armipotens là một loài nhện trong họ Salticidae.
Loài này thuộc chi Mantius. Mantius armipotens được Elizabeth Maria Gifford Peckham & George William Peckham miêu tả năm 1907.